# Challenge de Mallorca
Il Challenge Mallorca è un evento di ciclismo su strada maschile composto da cinque corse in linea che ha luogo annualmente sull'isola di Maiorca, in Spagna. Dal 2005 le singole corse fanno parte del circuito UCI Europe Tour come prove di classe 1.1. Dal 2015 aprono la stagione ciclistica europea.

## Storia
La competizione si è svolta per la prima volta nel 1992, aperta alla categoria professionisti. In precedenza nell'isola si era svolta la Vuelta a Mallorca (prima edizione nel 1913, ultima edizione nel 1980).
Nonostante abbia un'organizzazione simile a quella di una corsa a tappe, il Challenge Mallorca non è mai stato classificato come tale dall'Unione Ciclistica Internazionale, in quanto le regole dell'evento permettono ai partecipanti, a loro discrezione, di non prendere parte necessariamente a tutte le gare in programma. Questa particolare organizzazione permette ai team manager delle diverse squadre di portare un'ampia rosa di ciclisti e di alternarli nelle varie prove.
Fino al 2009 è stata attiva una classifica generale che prendeva in considerazione il tempo totale delle singole gare (all'epoca cinque) e che permetteva di decretare il vincitore del Challenge. A fianco della classifica generale a tempo c'erano le tipiche classifiche a punti, scalatori e sprint (Mete volanti e "Sprints Especiales"), associate ad ogni singolo evento, e anche e una classifica riservata ai ciclisti originari di Maiorca. Dal 2010 la classifica generale non è più stata stilata.

## Prove
Al 2025 le prove in programma sono cinque. Il primo giorno si svolge il "Trofeo Calvià", organizzato nuovamente dal 2021 dopo uno stop di sei anni, e caratterizzato da un'altimetria ondulata. Il secondo giorno si svolge il "Trofeo Alcúdia-Port d'Alcúdia", nella zona settentrionale dell'isola. Questa gara, che dal 2006 al 2020 si era svolta prima a Cala Millor e poi nella zona meridionale dell'isola, si tiene su un percorso prevalentemente pianeggiante e termina di norma in volata. 
La terza prova, il "Trofeo Serra de Tramuntana", si svolge nella parte nord-occidentale dell'isola e affronta le asperità della Serra de Tramuntana. Segue, al quarto giorno, il "Trofeo Pollença-Port d'Andratx", che si svolge nel nord dell'isola ed è caratterizzato anch'esso da un percorso piuttosto impegnativo. Entrambe le prove affrontano normalmente l'ascesa al Puig Major (871 m s.l.m.).
L'ultimo giorno si corre infine il "Trofeo Palma" (già "Trofeo Mallorca"), una sorta di criterium attraverso le strade del capoluogo Palma. Anche questa gara è pianeggiante e termina solitamente in volata.

## Albo d'oro

### Trofeo Calvià
Aggiornato all'edizione 2025.
| Anno          | Vincitore            | Secondo                  | Terzo                  |
| Trofeo Calvià | Trofeo Calvià        | Trofeo Calvià            | Trofeo Calvià          |
| ------------- | -------------------- | ------------------------ | ---------------------- |
| 1992          | Neil Stephens        | Carlos Hernández         | Fabrice Philipot       |
| 1993          | Federico Echave      | Pedro Delgado            | Laurent Jalabert       |
| 1994          | Alfonso Gutiérrez    | Laurent Jalabert         | Oleh Čužda             |
| 1995          | Beat Zberg           | Alex Zülle               | Ángel Edo              |
| 1996          | Francisco Cabello    | Laurent Jalabert         | Ignacio García Camacho |
| 1997          | Tom Steels           | Erik Zabel               | Erik Dekker            |
| 1998          | Tom Steels           | Léon van Bon             | Peter Van Petegem      |
| 1999          | Francisco Cabello    | Erik Dekker              | Pietro Caucchioli      |
| 2000          | Elio Aggiano         | Giuseppe Palumbo         | Javier Otxoa           |
| 2001          | Robbie McEwen        | Erik Zabel               | Sven Teutenberg        |
| 2002          | Erik Dekker          | Matthé Pronk             | David Muñoz            |
| 2003          | Remmert Wielinga     | Gorka González           | Juan Antonio Flecha    |
| 2004          | Unai Etxebarria      | Bram de Groot            | Óscar Freire           |
| 2005          | Antonio Colom        | José Antonio Pecharromán | David de la Fuente     |
| 2006          | David Kopp           | Lorenzo Bernucci         | Iñaki Isasi            |
| 2007          | Unai Etxebarria      | Francisco Ventoso        | Murilo Fischer         |
| 2008          | Gert Steegmans       | Tomas Vaitkus            | Alejandro Valverde     |
| 2009          | Gerald Ciolek        | Edvald Boasson Hagen     | Marcel Sieberg         |
| Trofeo Deià   |                      |                          |                        |
| 2010          | Rui Costa            | Joan Horrach             | José Iván Gutiérrez    |
| 2011          | José Joaquín Rojas   | Gorka Izagirre           | Juan José Cobo         |
| 2012          | Lars Petter Nordhaug | Rui Costa                | Sergio Henao           |
| 2013          | Alejandro Valverde   | Sergio Henao             | Robert Gesink          |
| 2014          | Michał Kwiatkowski   | Edvald Boasson Hagen     | Francesco Gavazzi      |
| 2015-20       | non disputato        | non disputato            | non disputato          |
| Trofeo Calvià |                      |                          |                        |
| 2021          | Ryan Gibbons         | Anthony Delaplace        | Rune Herregodts        |
| 2022          | Brandon McNulty      | Joël Suter               | Vincenzo Albanese      |
| 2023          | Rui Costa            | Louis Vervaeke           | Ben Healy              |
| 2024          | Simon Carr           | Aleksandr Vlasov         | Brandon McNulty        |
| 2025          | Jan Christen         | Christian Scaroni        | António Morgado        |

### Trofeo Alcúdia-Port d'Alcúdia
Aggiornato all'edizione 2025.
| Anno                                           | Vincitore            | Secondo              | Terzo                       |
| Trofeo Alcúdia                                 | Trofeo Alcúdia       | Trofeo Alcúdia       | Trofeo Alcúdia              |
| ---------------------------------------------- | -------------------- | -------------------- | --------------------------- |
| 1992                                           | Alfonso Gutiérrez    | Juan Carlos González | Manuel Jorge Domínguez      |
| 1993                                           | Alfonso Gutiérrez    | Asjat Saitov         | Ángel Edo                   |
| 1994                                           | Asier Guenetxea      | Alfonso Gutiérrez    | Ángel Edo                   |
| 1995                                           | Jeroen Blijlevens    | Ángel Edo            | Adriano Baffi               |
| 1996                                           | Godert de Leeuw      | Rolf Aldag           | Federico Colonna            |
| 1997                                           | Peter Van Petegem    | Erik Zabel           | Erik Dekker                 |
| 1998                                           | Jeremy Hunt          | Robbie McEwen        | Miguel Á. Martín Perdiguero |
| 1999                                           | Claus Michael Møller | Francisco Cabello    | Erik Dekker                 |
| 2000                                           | Robbie McEwen        | Erik Zabel           | Rubén Galván                |
| 2001                                           | Michael Boogerd      | Fabian Jeker         | Félix García Casas          |
| 2002                                           | Igor Flores          | Paolo Bettini        | Francisco Cabello           |
| 2003                                           | Allan Davis          | Erik Zabel           | Gerben Löwik                |
| 2004                                           | Óscar Freire         | Erik Zabel           | Allan Davis                 |
| 2005                                           | Óscar Freire         | Isaac Gálvez         | Dimitri De Fauw             |
| Trofeo Cala Millor                             |                      |                      |                             |
| 2006                                           | Isaac Gálvez         | Robert Förster       | Paolo Bettini               |
| 2007                                           | Vicente Reynés       | José Joaquín Rojas   | Tomas Vaitkus               |
| 2008                                           | Graeme Brown         | Denis Flahaut        | Gert Steegmans              |
| 2009                                           | Robbie McEwen        | Graeme Brown         | Guillaume Blot              |
| 2010                                           | Óscar Freire         | André Greipel        | Manuel Cardoso              |
| 2011                                           | Tyler Farrar         | John Degenkolb       | Leigh Howard                |
| Trofeo Migjorn                                 |                      |                      |                             |
| 2012                                           | Andrew Fenn          | Aleksandr Porsev     | Matteo Pelucchi             |
| Trofeo Campos                                  |                      |                      |                             |
| 2013                                           | Leigh Howard         | Tyler Farrar         | José Joaquín Rojas          |
| Trofeo Ses Salines                             |                      |                      |                             |
| 2014                                           | Sacha Modolo         | Ben Swift            | Gianni Meersman             |
| Trofeo Santanyí-Ses Salines-Campos             |                      |                      |                             |
| 2015                                           | Matteo Pelucchi      | Elia Viviani         | José Joaquín Rojas          |
| Trofeo Felanitx-Ses Salines-Campos-Porreres    |                      |                      |                             |
| 2016                                           | André Greipel        | Sam Bennett          | Edvald Boasson Hagen        |
| Trofeo Porreres, Felanitx, Ses Salines, Campo  |                      |                      |                             |
| 2017                                           | André Greipel        | Jonas Van Genechten  | Daniel McLay                |
| Trofeo Campos, Porreres, Felanitx, Ses Salines |                      |                      |                             |
| 2018                                           | John Degenkolb       | Sondre Holst Enger   | Jasper De Buyst             |
| Trofeo Ses Salines, Campos, Porreres, Felanitx |                      |                      |                             |
| 2019                                           | Jesús Herrada        | Guillaume Martin     | Bauke Mollema               |
| Trofeo Felanitx, Ses Salines, Campos, Porreres |                      |                      |                             |
| 2020                                           | Matteo Moschetti     | Pascal Ackermann     | Jon Aberasturi              |
| Trofeo Alcúdia-Port d'Alcúdia                  |                      |                      |                             |
| 2021                                           | André Greipel        | Alexander Kristoff   | Christophe Noppe            |
| 2022                                           | Biniam Girmay        | Ryan Gibbons         | Giacomo Nizzolo             |
| 2023                                           | Marijn van den Berg  | Ethan Vernon         | Biniam Girmay               |
| 2024                                           | Paul Magnier         | Alberto Dainese      | Luke Lamperti               |
| 2025                                           | Marijn van den Berg  | Anthony Turgis       | Erlend Blikra               |

### Trofeo Serra de Tramuntana
Aggiornato all'edizione 2025.
| Anno                          | Vincitore              | Secondo                | Terzo                    |
| Trofeo Sóller                 | Trofeo Sóller          | Trofeo Sóller          | Trofeo Sóller            |
| ----------------------------- | ---------------------- | ---------------------- | ------------------------ |
| 1992                          | Juan Carlos González   | Antonio Esparza        | Erik Dekker              |
| 1993                          | Laurent Jalabert       | Asjat Saitov           | Ángel Edo                |
| 1994                          | Ángel Edo              | Alfonso Gutiérrez      | Herminio Díaz            |
| 1995                          | Laurent Jalabert       | Adriano Baffi          | Asjat Saitov             |
| 1996                          | Francisco Cabello      | Laurent Jalabert       | Ignacio García Camacho   |
| 1997                          | Laurent Jalabert       | Francisco Benítez      | Alex Zülle               |
| 1998                          | Tom Steels             | Léon van Bon           | Andreas Klier            |
| 1999                          | Mario Cipollini        | Robbie McEwen          | Tom Steels               |
| 2000                          | Francisco Cabello      | Pedro Horrillo         | Erik Zabel               |
| 2001                          | Mathew Hayman          | Erik Zabel             | Robbie McEwen            |
| 2002                          | Óscar Freire           | Tom Steels             | Erik Zabel               |
| 2003                          | Aljaksandr Usaŭ        | Isaac Gálvez           | Erik Zabel               |
| 2004                          | Alejandro Valverde     | David Blanco           | Rubén Plaza              |
| 2005                          | Alejandro Valverde     | Ricardo Serrano        | Aitor Pérez              |
| 2006                          | Paolo Bettini          | Antonio Colom          | David Bernabéu           |
| 2007                          | Antonio Colom          | Luis León Sánchez      | Alberto Contador         |
| 2008                          | Philippe Gilbert       | Sebastian Langeveld    | Maarten Wynants          |
| Trofeo Inca                   |                        |                        |                          |
| 2009                          | Antonio Colom          | Edvald Boasson Hagen   | Jérôme Pineau            |
| 2010                          | Linus Gerdemann        | Rafael Valls           | Manuel Vázquez           |
| 2011                          | Ben Hermans            | Arkaitz Durán          | Xavier Tondó             |
| Trofeo Serra de Tramuntana    |                        |                        |                          |
| 2012                          | annullato per maltempo | annullato per maltempo | annullato per maltempo   |
| 2013                          | Alejandro Valverde     | Sergio Henao           | Robert Gesink            |
| 2014                          | Michał Kwiatkowski     | Edvald Boasson Hagen   | Francesco Gavazzi        |
| 2015                          | Alejandro Valverde     | Tim Wellens            | Leopold König            |
| 2016                          | Fabian Cancellara      | Michał Kwiatkowski     | Tiesj Benoot             |
| 2017                          | Tim Wellens            | Louis Vervaeke         | Vicente García de Mateos |
| 2018                          | Tim Wellens            | Gianni Moscon          | Alejandro Valverde       |
| Trofeo Tramuntana Soller-Deià |                        |                        |                          |
| 2019                          | Tim Wellens            | Emanuel Buchmann       | Alejandro Valverde       |
| Trofeo Serra de Tramuntana    |                        |                        |                          |
| 2020                          | Emanuel Buchmann       | Alejandro Valverde     | Gregor Mühlberger        |
| 2021                          | Jesús Herrada          | Jonathan Lastra        | Héctor Carretero         |
| 2022                          | Tim Wellens            | Alejandro Valverde     | Simon Clarke             |
| 2023                          | Kobe Goossens          | Lennert Van Eetvelt    | Ilan Van Wilder          |
| 2024                          | Lennert Van Eetvelt    | Aleksandr Vlasov       | Brandon McNulty          |
| 2025                          | Florian Stork          | Martin Marcellusi      | Markus Hoelgaard         |

### Trofeo Pollença-Port d'Andratx
Aggiornato all'edizione 2024.
| Anno                                                   | Vincitore                              | Secondo                                | Terzo                                  |
| Trofeo Manacor                                         | Trofeo Manacor                         | Trofeo Manacor                         | Trofeo Manacor                         |
| ------------------------------------------------------ | -------------------------------------- | -------------------------------------- | -------------------------------------- |
| 1992                                                   | Alfonso Gutiérrez                      | Juan Carlos González                   | Vadim Šabalkin                         |
| 1993                                                   | Laurent Jalabert                       | Asjat Saitov                           | Manuel Fernández Ginés                 |
| 1994                                                   | José Ramón Uriarte                     | Mariano Rojas                          | David García Marquina                  |
| 1995                                                   | Samuele Schiavina                      | Laurent Jalabert                       | Adriano Baffi                          |
| 1996                                                   | Federico Colonna                       | Jeremy Hunt                            | Rolf Aldag                             |
| 1997                                                   | Hendrik Van Dijck                      | Erik Zabel                             | Tom Steels                             |
| 1998                                                   | Elio Aggiano                           | Miguel Á. Martín Perdiguero            | Léon van Bon                           |
| 1999                                                   | Mario Cipollini                        | Steven de Jongh                        | Erik Zabel                             |
| 2000                                                   | Paolo Bettini                          | Erik Zabel                             | Giuseppe Di Grande                     |
| 2001                                                   | Erik Zabel                             | Sven Teutenberg                        | Robbie McEwen                          |
| 2002                                                   | Óscar Freire                           | Isaac Gálvez                           | Erik Zabel                             |
| 2003                                                   | Isaac Gálvez                           | Fabrizio Guidi                         | Erik Zabel                             |
| 2004                                                   | Allan Davis                            | Erik Zabel                             | Danilo Hondo                           |
| 2005                                                   | Alejandro Valverde                     | Ronald Mutsaars                        | Steven de Jongh                        |
| Trofeo Pollença                                        |                                        |                                        |                                        |
| 2006                                                   | David Bernabéu                         | Julián Sánchez Pimienta                | Paolo Bettini                          |
| 2007                                                   | Thomas Dekker                          | Vladimir Gusev                         | Alberto Fernández de la Puebla         |
| 2008                                                   | José Joaquín Rojas                     | Giovanni Visconti                      | Philippe Gilbert                       |
| 2009                                                   | Daniele Bennati                        | Tom Leezer                             | Jérôme Pineau                          |
| Trofeo Magaluf-Palmanova                               |                                        |                                        |                                        |
| 2010                                                   | André Greipel                          | Koldo Fernández                        | Manuel Cardoso                         |
| 2011                                                   | Murilo Fischer                         | Óscar Freire                           | José Joaquín Rojas                     |
| 2012                                                   | annullato per problemi finanziari      | annullato per problemi finanziari      | annullato per problemi finanziari      |
| Trofeo Platja de Muro                                  |                                        |                                        |                                        |
| 2013                                                   | Leigh Howard                           | Maarten Wynants                        | Davide Cimolai                         |
| 2014                                                   | Gianni Meersman                        | Francisco Ventoso                      | Ben Swift                              |
| Trofeo Andratx-Mirador d'Es Colomer                    |                                        |                                        |                                        |
| 2015                                                   | Steve Cummings                         | Alejandro Valverde                     | Davide Formolo                         |
| Trofeo Pollença-Port de Andratx                        |                                        |                                        |                                        |
| 2016                                                   | Gianluca Brambilla                     | Michał Kwiatkowski                     | Zdeněk Štybar                          |
| Trofeo Andratx-Mirador d'Es Colomer                    |                                        |                                        |                                        |
| 2017                                                   | Tim Wellens                            | Alejandro Valverde                     | Tiesj Benoot                           |
| Trofeo Lloseta-Andratx                                 |                                        |                                        |                                        |
| 2018                                                   | Toms Skujiņš                           | Gregor Mühlberger                      | Elmar Reinders                         |
| Trofeo Andratx-Lloseta                                 |                                        |                                        |                                        |
| 2019                                                   | Emanuel Buchmann                       | Tim Wellens                            | Bauke Mollema                          |
| Trofeo Pollença-Andratx                                |                                        |                                        |                                        |
| 2020                                                   | Marc Soler                             | Gregor Mühlberger                      | Davide Villella                        |
| Trofeo Andratx - Mirador des Colomer (Puerto Pollença) |                                        |                                        |                                        |
| 2021                                                   | Winner Anacona                         | Vegard Stake Laengen                   | Mikel Iturria                          |
| Trofeo Pollença-Port d'Andratx                         |                                        |                                        |                                        |
| 2022                                                   | Alejandro Valverde                     | Brandon McNulty                        | Aleksandr Vlasov                       |
| Trofeo Andratx - Mirador des Colomer (Puerto Pollença) |                                        |                                        |                                        |
| 2023                                                   | Kobe Goossens                          | Pelayo Sánchez                         | Lennert Van Eetvelt                    |
| Trofeo Pollença-Port d'Andratx                         |                                        |                                        |                                        |
| 2024                                                   | Pelayo Sánchez                         | Marius Mayrhofer                       | Aleksandr Vlasov                       |
| Trofeo Andratx-Pollença                                |                                        |                                        |                                        |
| 2025                                                   | annullata per avverse condizioni meteo | annullata per avverse condizioni meteo | annullata per avverse condizioni meteo |

### Trofeo Palma
Aggiornato all'edizione 2025.
| Anno                        | Vincitore         | Secondo               | Terzo                |
| Trofeo Mallorca             | Trofeo Mallorca   | Trofeo Mallorca       | Trofeo Mallorca      |
| --------------------------- | ----------------- | --------------------- | -------------------- |
| 1992                        | Kenneth Weltz     | Alfonso Gutiérrez     | Juan Carlos González |
| 1993                        | Asjat Saitov      | Laurent Jalabert      | Tom Cordes           |
| 1994                        | Joan Llaneras     | David García Marquina | Iñaki Gastón         |
| 1995                        | Adriano Baffi     | Samuele Schiavina     | Laurent Jalabert     |
| 1996                        | Jeroen Blijlevens | Ángel Edo             | Jeremy Hunt          |
| 1997                        | Erik Zabel        | Laurent Jalabert      | Michael van der Wolf |
| 1998                        | Erik Zabel        | Robbie McEwen         | Jeremy Hunt          |
| 1999                        | Jeroen Blijlevens | Tom Steels            | Mario Cipollini      |
| 2000                        | Óscar Freire      | Erik Zabel            | Paolo Bettini        |
| 2001                        | Erik Zabel        | Sven Teutenberg       | Tom Steels           |
| 2002                        | Isaac Gálvez      | Erik Zabel            | Thorsten Wilhelms    |
| 2003                        | Isaac Gálvez      | Allan Davis           | Alejandro Valverde   |
| 2004                        | Allan Davis       | Óscar Freire          | Erik Zabel           |
| 2005                        | Óscar Freire      | Isaac Gálvez          | Vicente Reynés       |
| 2006                        | Isaac Gálvez      | Martin Elmiger        | Heinrich Haussler    |
| 2007                        | Óscar Freire      | José Joaquín Rojas    | Gennadij Michajlov   |
| 2008                        | Philippe Gilbert  | Graeme Brown          | Robert Förster       |
| 2009                        | Gert Steegmans    | Robbie McEwen         | José Joaquín Rojas   |
| Trofeo Palma                |                   |                       |                      |
| 2010                        | Robbie McEwen     | Koldo Fernández       | Óscar Freire         |
| 2011                        | Tyler Farrar      | Francisco Ventoso     | Marcel Kittel        |
| 2012                        | Andrew Fenn       | André Schulze         | Aleksandr Porsev     |
| 2013                        | Kenny Dehaes      | Tyler Farrar          | Ben Swift            |
| Trofeo Playa de Palma       |                   |                       |                      |
| 2014                        | Sacha Modolo      | Jens Debusschere      | Dylan Groenewegen    |
| 2015                        | Matteo Pelucchi   | André Greipel         | Ben Swift            |
| 2016                        | André Greipel     | Nacer Bouhanni        | Dylan Page           |
| 2017                        | Daniel McLay      | Matteo Pelucchi       | Nacer Bouhanni       |
| 2018                        | John Degenkolb    | Erik Baška            | Coen Vermeltfoort    |
| Trofeo Palma                |                   |                       |                      |
| 2019                        | Marcel Kittel     | Timothy Dupont        | Christophe Noppe     |
| Trofeo Playa de Palma-Palma |                   |                       |                      |
| 2020                        | Matteo Moschetti  | Pascal Ackermann      | Andrea Pasqualon     |
| 2021                        | non disputato     | non disputato         | non disputato        |
| 2022                        | Arnaud De Lie     | Juan Sebastián Molano | Sasha Weemaes        |
| 2023                        | Ethan Vernon      | Biniam Girmay         | Jarne Van De Paar    |
| Trofeo Palma                |                   |                       |                      |
| 2024                        | Gerben Thijssen   | Alexander Kristoff    | Marijn van den Berg  |
| 2025                        | Iúri Leitão       | Stanisław Aniołkowski | Erlend Blikra        |

### Classifica generale
Aggiornato all'edizione 2009.
| Anno | Vincitore             | Secondo                | Terzo                   |
| ---- | --------------------- | ---------------------- | ----------------------- |
| 1992 | Javier Murguialday    | Federico García Meliá  | Fabrice Philipot        |
| 1993 | Laurent Jalabert      | Neil Stephens          | Federico Echave         |
| 1994 | David García Marquina | Joan Llaneras          | Ángel Casero            |
| 1995 | Alex Zülle            | Ángel Edo              | Adriano Baffi           |
| 1996 | Francisco Cabello     | Ignacio García Camacho | Íñigo Cuesta            |
| 1997 | Laurent Jalabert      | Francisco Benítez      | Unai Osa                |
| 1998 | Léon van Bon          | Tom Steels             | Wilfried Peeters        |
| 1999 | José Luis Rebollo     | Francisco Cabello      | Claus Michael Møller    |
| 2000 | Francisco Cabello     | Pedro Horrillo         | Erik Zabel              |
| 2001 | Mathew Hayman         | Francisco Cabello      | Félix García Casas      |
| 2002 | Francisco Cabello     | José Iván Gutiérrez    | José Luis Rebollo       |
| 2003 | Alejandro Valverde    | Joaquim Rodríguez      | Francisco Cabello       |
| 2004 | Antonio Colom         | Carlos García Quesada  | David Blanco            |
| 2005 | Alejandro Valverde    | David Muñoz            | Aitor Pérez             |
| 2006 | David Bernabéu        | Antonio Colom          | Julián Sánchez Pimienta |
| 2007 | Luis León Sánchez     | Vladimir Gusev         | Ezequiel Mosquera       |
| 2008 | Philippe Gilbert      | Aitor Pérez            | Haimar Zubeldia         |
| 2009 | Antonio Colom         | Jérôme Pineau          | Edvald Boasson Hagen    |